# چوی مو-بائه
چوی مو-بائه (انگلیسی: Choi Mu-bae؛ زادهٔ ۲۷ ژوئن ۱۹۷۰) ورزشکار هنرهای رزمی ترکیبی و کشتی‌گیر اهل کره جنوبی است.